# Neda (parroquia)
Neda (llamada oficialmente San Nicolás de Neda) es una parroquia y un lugar del municipio español de Neda, en la provincia de La Coruña, Galicia.

## Entidad de población
Entidad de población que forma parte de la parroquia:
- Neda

## Demografía
| Gráfica de evolución demográfica de Neda entre 2000 y 2018 |
|                                                            |
| Datos según el nomenclátor publicado por el INE.           |